# Heinrich Ernst Kestner

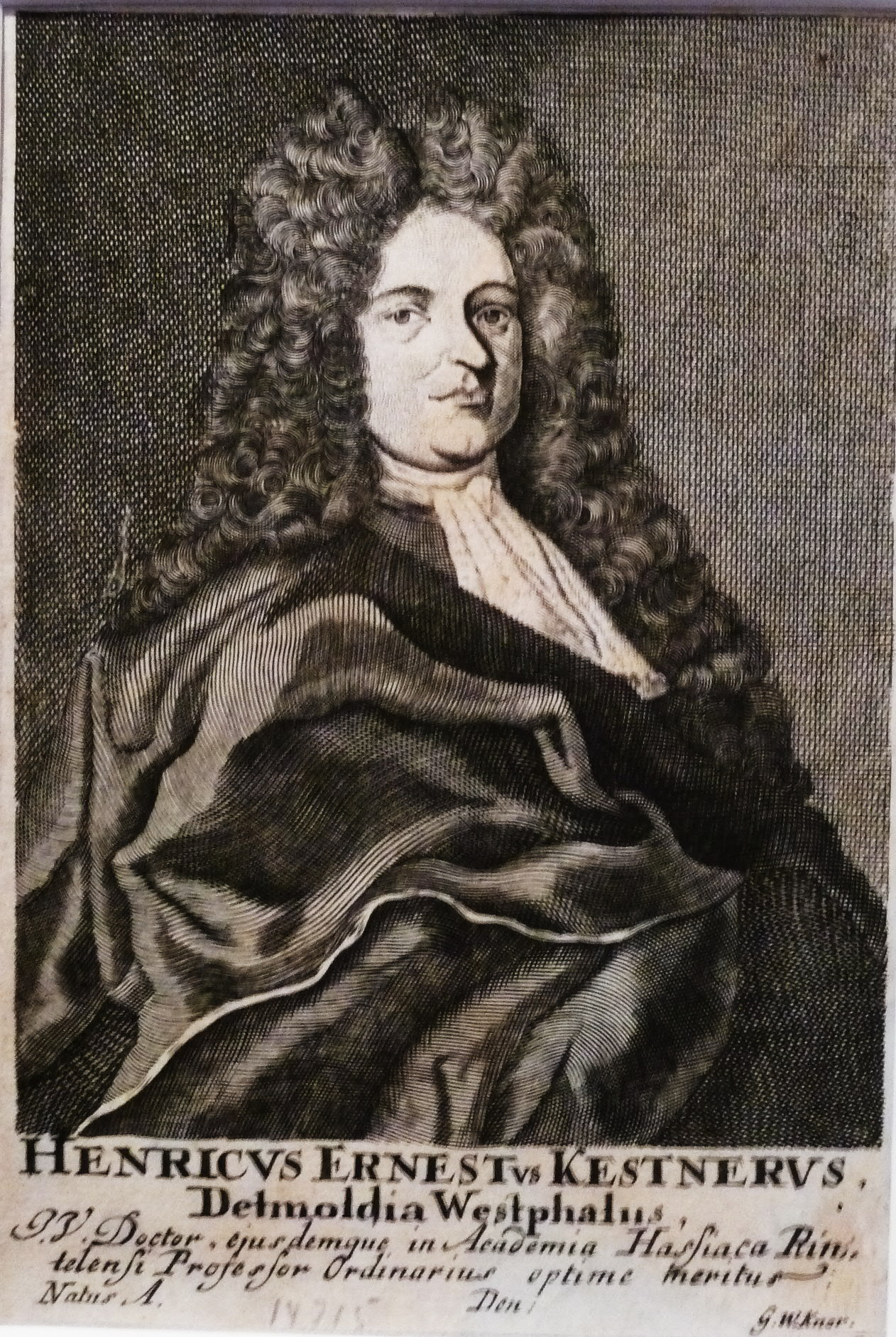
Kupferstich von Johann Friedrich Bause (zugeschr.)

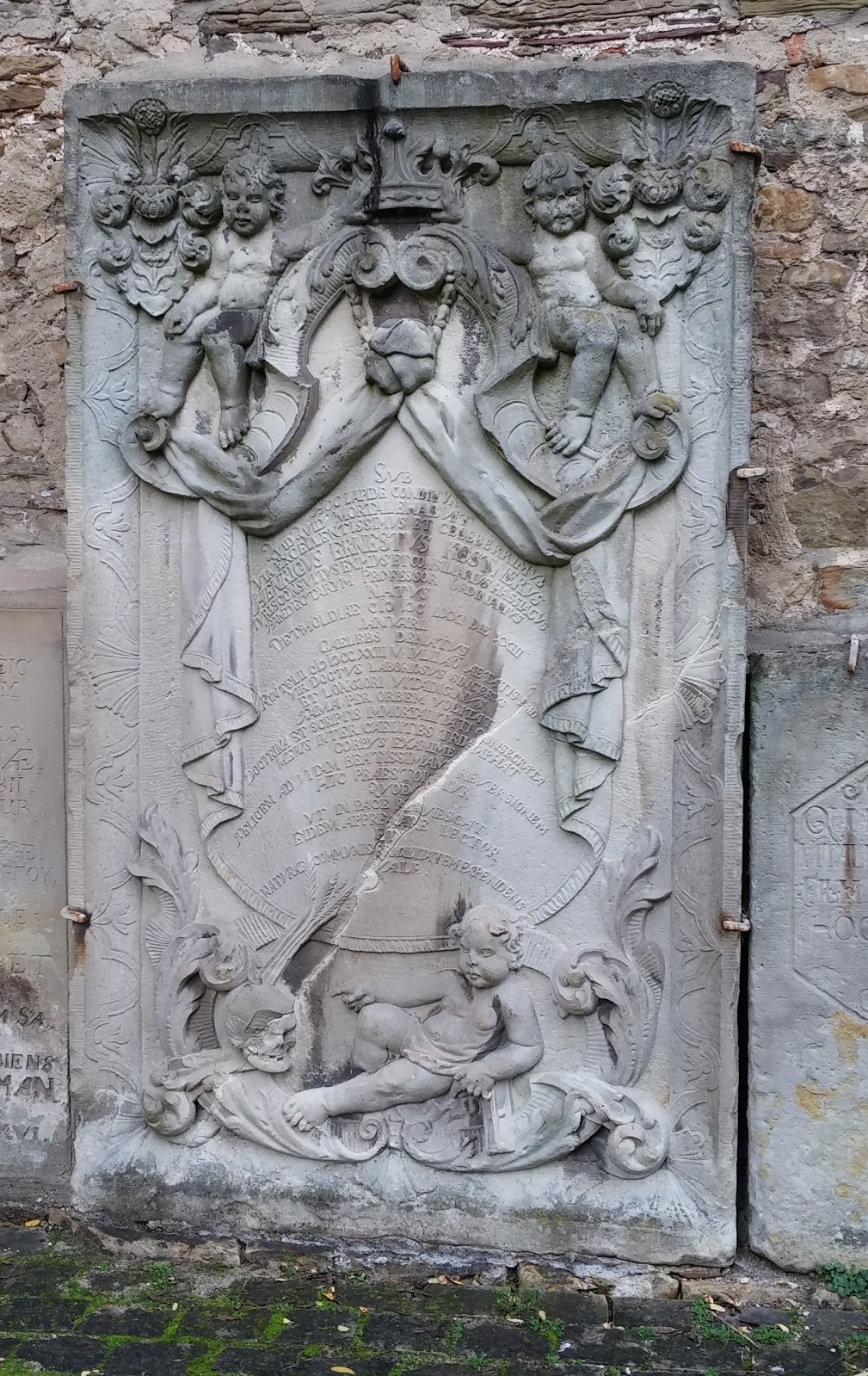
Grabstein für Henrich Ernst Kestner, außen an der Jakobi-Kirche, Rinteln

Heinrich Ernst Kestner, auch Hinrich Ernst Kestner (* 3. Februar 1671 in Detmold; † 5. Juli 1723 in Rinteln) war ein deutscher Jurist und Hochschullehrer.

## Leben
Nach dem Studium in Frankfurt (Oder) und in Halle (Saale) promovierte Kestner am 1. Juli 1696. Als ordentlicher Professor der Universität Rinteln betreute er zahlreiche Dissertationen und verfasste über dreißig Abhandlungen zu den verschiedensten Rechtsgebieten des Naturrechts, des Römischen Rechts, des Canonischen Rechts und des Deutschen Rechts. 

Indem er, wie Gottfried Wilhelm Leibniz (1646–1716), mit dem er korrespondierte, die allgemeine Gerechtigkeit und das sog. Naturrecht über das seinerzeit geltende Römische Recht stellte, und diesem entgegentrat, soweit es der Vernunft und den allgemein als recht und billig angesehenen Grundsätzen widersprach, befand er sich in Gegensatz zu der damals herrschenden Lehrauffassung.
Damit stand Kestner seinem in Frankfurt (Oder) und Halle lehrenden Kollegen Christian Thomasius (1655–1728) – einem Sohn des Leibniz-Lehrers Jakob Thomasius – und dem Juristen Heinrich von Cocceji (1644–1719; ab 1690 in Frankfurt/Oder) nahe.
Kestner ist ein Urenkel des Schaumburger Hofschneiders Balthasar Kestner.